# Аполлонівка (Берестинський район)
Аполло́нівка — село в Україні, у Берестинському районі Харківської області. Населення становить 437 осіб. Орган місцевого самоврядування — Аполлонівська сільська рада.
Після ліквідації Сахновщинського району 19 липня 2020 року село увійшло до Красноградського (Берестинського) району.

## Географія
Село Аполлонівка знаходиться на лівому березі річки Оріль, вище за течією на відстані 1 км розташоване село Миколаївка, нижче за течією знаходиться місце впадання річки Орілька, на протилежному березі - село Андріївка. Поруч проходить залізниця, найближча зупинка Платформа 146 км за 1,5 км.

## Історія
- 1870 - дата заснування.

## Економіка
- Приватне сільськогосподарське підприємство «Серп».